# 山本尚征
山本 尚征（やまもと なおゆき、生年不明- 延享元年4月29日（1744年6月9日））は江戸時代後期の旗本。諱は尚征。通称は又十郎。父は山本尚盛（太郎兵衛、藤右衛門）。兄は山本尚房。弟は生野友房。妻は池田政勝（喜大夫）の娘。娘は沼藤一郎の妻。養子は山元尚平（朝夷小平次の子）。石高100石。
江戸幕府の寄合番や御手鷹師、徳川吉宗の養女で仙台藩主伊達宗村の正室である利根姫の御用達を勤める。

## 生涯
山本尚盛の二男として生まれる。父の尚盛や祖父は幕府の鷹匠を勤め、兄は元禄6年（1693年）に別家召し出しとなって分家している。生類憐れみの令による鷹匠廃止もあり、元禄9年（1696年）に寄合番となり、宝永元年4月3日（1704年5月7日）に父の家督と知行を相続する。
宝永6年12月（1710年）に寄合番を辞して小普請となるが、徳川吉宗による鷹狩復活もあって享保元年（1716年）に御手鷹師となる。
享保20年（1735年）に和歌山藩主徳川宗直の次女・利根姫が将軍吉宗の養女として仙台藩主正室となると、同年10月12日（1735年11月14日）に利根姫の御用達に就任する。元文6年（1741年）および寛保3年（1743年）刊行の武鑑において利根姫様御用達に「山本又十郎」の記載がある。
延享元年（1744年）に死去。法名は歸山。男子がおらず、朝夷小平次の子である尚平を養子として家督と知行を継がせる。